# مظهر طيارة
محمد مظهر طيارة (27 أغسطس 1988 - 4 فبراير 2012) طالب هندسة مدنيّة ومواطن صحفي. يعد من أبرز الناشطين الإعلاميين في الثورة السوريّة. من أبناء مدينة حمص، وأحد شهدائها. كان في طليعة الشباب الثائر والناشط والفاعل في الثورة السوريّة منذ اندلاعها في 18 آذار\مارس 2011، ومن أوائل المواطنين الصحافيين السوريين صحافة مواطن. عمل مراسلاً لعدد من الصحف ووكالات الأنباء العالميّة لنقل ما يجري في مدينته حمص، وسط تعتيم كامل على الأحداث من قبل السلطات السوريّة.
استشهد أثناء محاولته إسعاف ضحايا قصف قوات النظام السوري لحي الخالدية في مدينة حمص في 4 شباط\ فبراير 2012.

## مولده، نشأته وعائلته
ولد في مدينة حمص، في 21 تموز\يوليو عام 1988. هو الأخ الأكبر لثلاثة إخوة، أخ يعمل طبيباً للأسنان، وأخ يدرس الهندسة، والأخ الأصغر، طالب في المرحلة الثانويّة.

عاش مظهر معظم حياته في مدينة حمص، درس الإعدادية والثانوية في مدرسة الباسل للمتفوقين، انتقل بعدها إلى جامعة حمص (جامعة البعث سابقاً) لإتمام دراسته الجامعيّة في الهندسة المدنية. استشهد وهو في السنة الخامسة والأخيرة من دراسته.

عُرف عنه الجديّة والحنيّة وتحمله للمسؤوليّة، خصوصاً في الأمور العائليّة، نظراً لسفر والده وعمله خارج سوريا، فكان الأخ الأكبر، الحامل لمسؤوليّة إخوته، والسند لوالدته.

## حياته
اهتم مظهر بالرياضة منذ صغره، فكان رياضيّاً مميّزاً في كرة القدم وكرة السلة. شارك في عدة بطولات لكرة السلة وحاز على عدّة جوائز فيها، أهمها الميداليّة الذهبية في دوري الكليّات في جامعة حمص.

لم تكن الرياضة هوايته الوحيدة، بل كان لديه شغفٌ كبير في تعلّم اللغات الأجنبيّة، فكان يتحدث الإنكليزيّة بطلاقة، بالإضافة لإتقانه الفرنسيّة، التي خصص لدراستها وقتاً كبيراً، فكان يسافر ويقيم كلّ صيف في مدينة دمشق للدراسة في المركز الثقافي الفرنسيّ.
 بعد أن تمكن مظهر من اللغة الفرنسيّة انتقل إلى تعلّم اللغة الإسبانيّة، لكن انشغاله ونشاطه في الثورة السوريّة حال دون إتمام ذلك.

فضوله وحبّه للاطلاع وتوثيق لحظات حياته، دفعه إلى هواية التصوير الفوتوغرافي، لكنّ دراسته الجامعية للهندسة المدنيّة، ودراسته للغة الفرنسية لم تتح له الوقت الكافي لممارستها، حتى اندلاع الثورة السوريّة.

كان مظهر شابّاً اجتماعيّاً ومندفعاً وفضوليّاً، يحب الحياة، فكوّن صداقات امتدت إلى معظم المدن السورية وعدد من دول العالم.

## نشاطه في الثورة السورية
بدأ مظهر نشاطه في الثورة السوريّة منذ اندلاعها في آذار \ مارس 2011، فشارك في معظم المظاهرات في مدينة حمص، وكان له دور في توثيق وتصوير معظم مظاهرات حي الخالدية و ما يسمى «بالمظاهرات المسائيّة» في أغلب أحياء حمص.

كان مظهر من المشاركين في اعتصام ساحة الساعة الجديدة في مدينة حمص.، الذي شكّل نقطة التحوّل في شكل نشاطه الثوريّ، فانتقل من التظاهر والمشاركة في الاعتصامات، إلى العمل الإعلامي كمراسل صحفيّ لعدد من الوكالات الإخباريّة كوكالة الأنباء الفرنسيّة الـ AFP، وقناة الجزيرة الإنكليزيّة، وقناة الـسي إن إن الأمريكيّة، معتمداً على طلاقته في اللغة الإنكليزية والفرنسية وشغفه بالتصوير. كما تعاون مع عدد من الصحف العالميّة لنقل الصور والفيديوهات لتوثيق ما يجري في مدينته. وا اعتاد مرافقة الصحافيين الأجانب في المناطق الناشطة ثورياً في مدينة حمص.

ونظراً للقبضة الأمنيّة، وخوفاً منه على عائلته وإخوته من الملاحقة والاعتقال من قبل قوّات الأمن السوريّة، استخدم مظهر اسماً حركيّاً هو عمر السوريّ. واستخدم هذا الاسم في التواصل والتخاطب مع الوكالات والصحف والقنوات الإخباريّة، التي كتبت عنه الكثير من المقالات والتقارير بعد استشهاده.

## استشهاده
أصيب مظهر بعدة شظايا نتيجة سقوط قذيفة هاون أثناء قصف الجيش السوري لحي الخالدية في مدينة حمص في 3 شباط\فبراير 2012، في الحادثة التي أُطلق عليها مجزرة الخالديّة. إذ كان مظهر، الذي اعتاد قضاء معظم أيامه في حي الخالدية ليتمكن من تغطية أحداث الثورة السورية فيها، نظراً لمنع السلطات السوريّة لأيّة جهة أو وسيلة اعلامية من دخول المدينة، يعمل على إسعاف ضحايا الموجة الأولى للقصف.

فأصيب بشظيّة في الرأس وشظيّة في الظهر وأخرى في الخاصرة، أثناء محاولته مساعدة أصدقائه في إسعاف الجرحى. نقل بعدها بصعوبة بالغة إلى مشفى البر والخدمات الاجتماعية وخضع فيه لعدة عمليّات جراحيّة لانتزاع الشظايا، لكن الضرر كان كبيراً، فاستشهد على فراش المشفى فجر الرابع من شباط\فبراير 2012. ودفن في مقبرة تل النصر في مدينته، حمص، كما أوصى أصدقاءه.

أُطلق على مظهر العديد من الألقاب بعد استشهاده من قبل أصدقائه، لإظهار حبّهم وحزنهم واخلاصهم للشهيد. أحد هذه الألقاب كان لقب «مهندس الثورة السوريّة»، لأنه فارق الحياة قبل حصوله على شهادة الهندسة المدنيّة، فلقبّه أصدقاؤه ومحبوه بهذا اللقب، لأنه بنظرهم نال أهم وأعلى شهادة ممكن أن يحصل عليها أيّ إنسان.